# 上衫乡
上衫乡，是中华人民共和国江西省九江市修水县下辖的一个乡镇级行政单位。

## 行政区划
上衫乡下辖以下地区：
书堂村、王桥村、李竹村、上衫村、下衫村、同升村和红星村。